# 吉田恭三
吉田 恭三（よしだ きょうぞう、1933年9月11日 -  2019年6月24日）は、日本の経営者。群馬銀行頭取を務めた。

## 来歴・人物
群馬県出身。1956年に早稲田大学商学部を卒業し、同年に群馬銀行に入行した。1983年6月に取締役に就任し、1985年6月に常務、1987年6月に専務を経て、1992年6月に副頭取に就任し、1997年4月には頭取に昇格。2003年6月に会長に就任。
2019年6月24日、死去。85歳没。